# Neolucanus pallescens
Neolucanus pallescens là một loài bọ cánh cứng trong họ Lucanidae. Loài này được Leuthner mô tả khoa học năm 1885.